# Adai
Adai (anche Adaizan, Adaizi, Adaise, Adahi, Adaes, Adees, Atayos) è il nome di un popolo nativo americano della Louisiana nord-occidentale e del nord-est del Texas. Il nome Adai deriva da hadai che significa "sottobosco".
Gli Adai furono tra i primi popoli del Nord America a sperimentare contatti europei e ne furono profondamente colpiti. Nel 1530, Álvar Núñez Cabeza de Vaca scrisse di loro usando il nome Atayos. In seguito, gli Adai si allontanarono dalla loro terra natale. Nel 1820 vi rimanevano solo 30 persone. Il loro linguaggio era quello del Caddo.